# Nimborió
Nimborió, en grec moderne : Νιμπορειό, est une baie et un village côtier du sud de l'île d'Eubée, en Grèce. 
Selon le recensement de 2011, la population de Nimborió compte 50 habitants.